# División de Honor de voleibol 1985-86
La temporada 1985/1986 de la Superliga de Voleibol fue la XXII edición de la competición. Tuvo como campeón al Son Amar Palma.

## Fase regular
| Pos | Equipo           | J  | G  | P |
| --- | ---------------- | -- | -- | - |
| 1   | Son Amar Palma   | 10 | 10 | 0 |
| 2   | Coronas-Cisneros | 10 | 7  | 3 |
| 3   | Salesianos       | 10 | 7  | 3 |
| 4   | Alisa            | 10 | 4  | 6 |
| 5   | Valencia         | 10 | 1  | 9 |
| 6   | V. Lareda        | 10 | 1  | 9 |

| Pos | Equipo                        | J                                             | G                                             | P                                             |
| --- | ----------------------------- | --------------------------------------------- | --------------------------------------------- | --------------------------------------------- |
| 1   | C. V. Madrid                  | 8                                             | 8                                             | 0                                             |
| 2   | Biodrink                      | 8                                             | 5                                             | 3                                             |
| 3   | Club Voleibol Calvo Sotelo    | 8                                             | 4                                             | 4                                             |
| 4   | Orient Puerto                 | 8                                             | 3                                             | 5                                             |
| 5   | Licenciados Reunidos Voleibol | 8                                             | 0                                             | 8                                             |
| 6   | Recuerdo                      | Abandonó la competición mediada la temporada. | Abandonó la competición mediada la temporada. | Abandonó la competición mediada la temporada. |

Referencias.

## Fase final
| Pos | Equipo                     | J  | G  | P  |
| --- | -------------------------- | -- | -- | -- |
| 1   | Son Amar Palma             | 10 | 10 | 0  |
| 2   | C. V. Madrid               | 10 | 7  | 3  |
| 3   | Coronas-Cisneros           | 10 | 7  | 3  |
| 4   | Biondrik                   | 10 | 4  | 6  |
| 5   | Salesianos                 | 10 | 4  | 6  |
| 6   | Club Voleibol Calvo Sotelo | 10 | 0  | 10 |

| Pos | Equipo                        | J | G | P |
| --- | ----------------------------- | - | - | - |
| 1   | Orient Puerto                 | 8 | 6 | 2 |
| 2   | Alisa                         | 8 | 4 | 3 |
| 3   | Licenciados Reunidos Voleibol | 8 | 4 | 4 |
| 4   | V. Ladera                     | 8 | 1 | 7 |
| 5   | Valencia                      | 8 | 1 | 7 |

Referencia